# Dariusz Sośnicki
Dariusz Sośnicki (ur. 10 lipca 1969 w Kaliszu) – polski poeta i redaktor, autor tekstów o literaturze, tłumacz.

## Życiorys
Absolwent filozofii Uniwersytetu Adama Mickiewicza w Poznaniu, którą studiował w latach 1989-1994. W roku 1990 dołączył do redakcji wywodzącego się z trzeciego obiegu czasopisma „Już jest jutro” (1987–1994). Był współzałożycielem i redaktorem dwutygodnika literackiego „Nowy Nurt” (1994–1996). W 1994 wydał pierwszą książkę, Marlewo, za którą otrzymał nagrodę „Czasu Kultury” za najlepszy debiut poetycki roku oraz wyróżnienie jury Nagrody im. Kazimiery Iłłakowiczówny.
W roku 2001 uczestniczył w International Writing Program na University of Iowa. Za tom Symetria w 2002 roku otrzymał nagrodę Poznańskiego Przeglądu Nowości Wydawniczych oraz nominację do Paszportu „Polityki", a rok później został uhonorowany Medalem Młodej Sztuki. W latach 2005–2013 prowadził dział polskiej prozy w Wydawnictwie W.A.B. W roku 2014 był stypendystą Internationales Haus der Autorinnen und Autoren w Grazu. Wydany w tym samym roku tom Spóźniony owoc radiofonizacji (2014) przyniósł mu nominację do Nagrody Literackiej Gdynia.
W latach 2015–2020 był redaktorem naczelnym Wydawnictwa Ossolineum, dla którego zaprojektował serie wydawnicze Z Kraju i ze Świata, Sztuka Czytania i Na Jeden Temat. Ukazywały się w nich powieści i opowiadania Césara Airy, Lukasa Bärfussa, Djuny Barnes, Christine Lavant, eseje Marjorie Perloff, Edwarda Saida, W.G. Sebalda, Jerzego Jarniewicza, Agaty Szydłowskiej. 
W roku 2022 był nominowany do Nagrody im. Wisławy Szymborskiej i Wrocławskiej Nagrody Poetyckiej „Silesius” za tom Po domu. Rok później został laureatem Stypendium im. Albrechta Lemppa, przyznawanego przez Fundację Współpracy Polsko-Niemieckiej, Instytut Książki i Literarisches Colloquium Berlin.
Publikuje teksty o literaturze m.in. w „Dwutygodniku” i „Czasie Kultury”. Prowadzi zajęcia ze sztuki pisania na poznańskiej polonistyce. Pracuje w Wydawnictwie Filtry. Mieszka w Poznaniu.

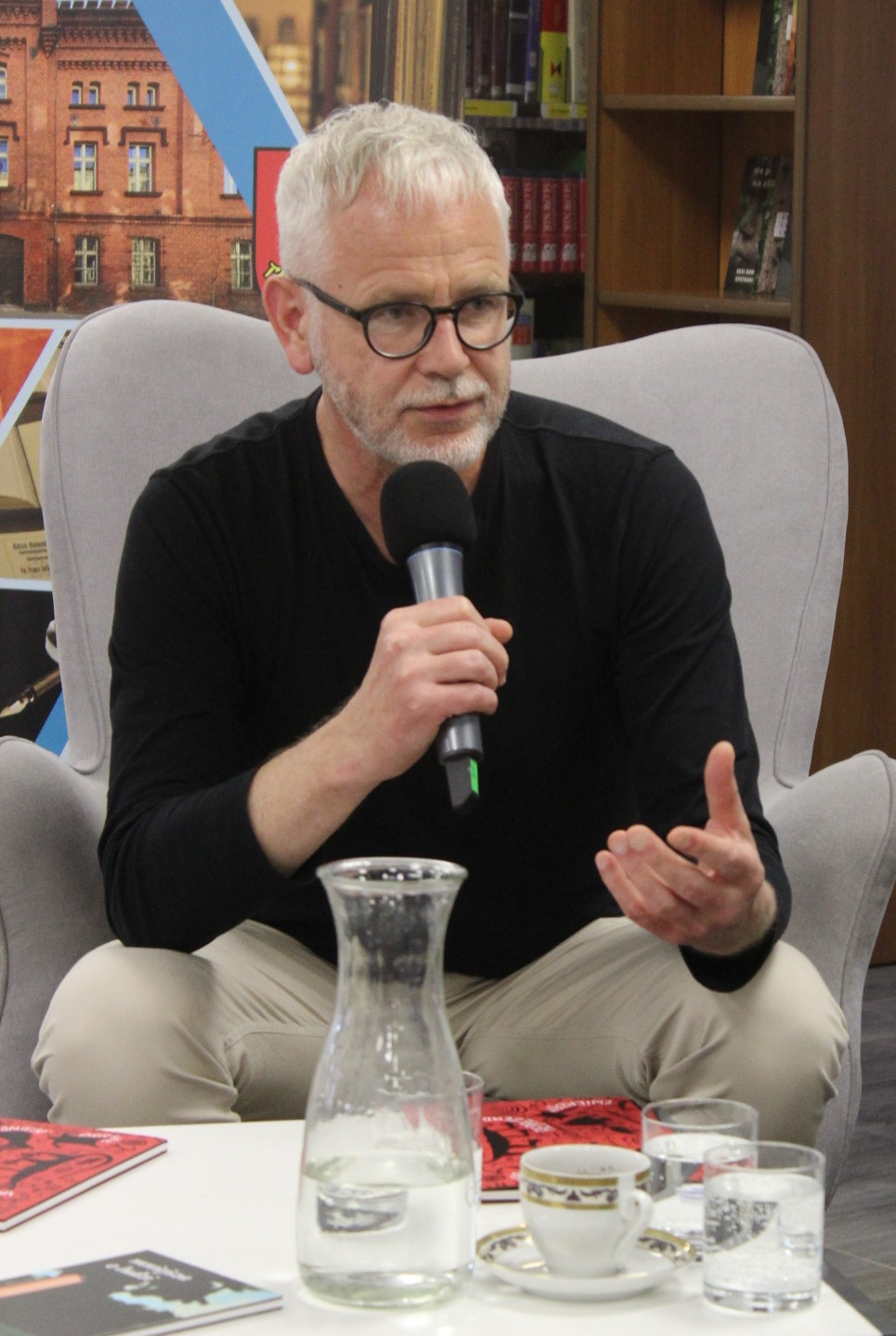
Dariusz Sośnicki (2025)
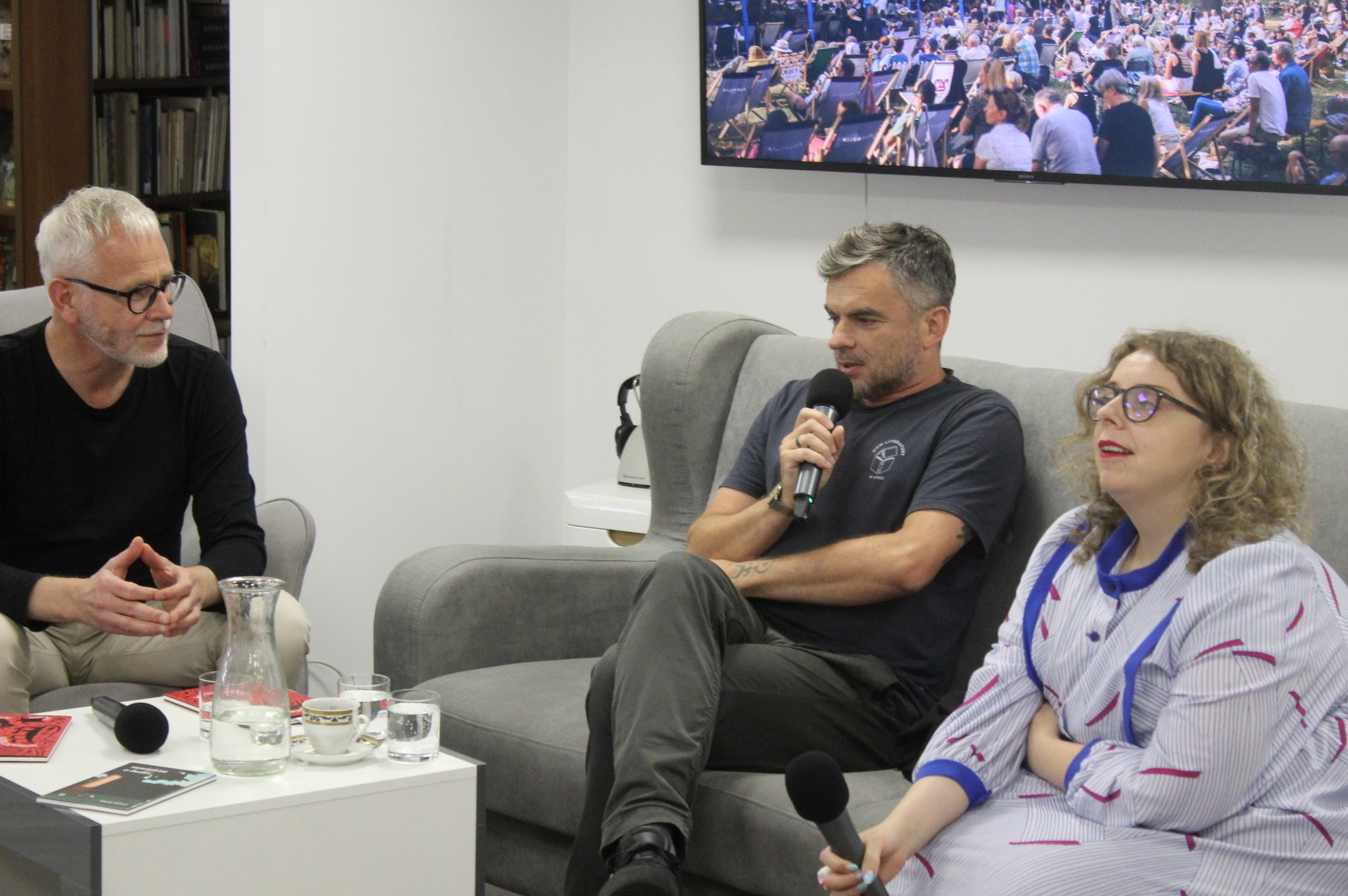
Dariusz Sośnicki, Maciej Robert, Emilia Konwerska (2025)

## Twórczość
- Marlewo, posł. Marcin Świetlicki, Pracownia, Ostrołęka 1994, ISBN 83-85867-04-X
- Ikarus, Wydawnictwo Pomona, Wrocław 1998, ISBN 83-906544-9-0
- Mężczyzna w dominie [arkusz], Centrum Sztuki – Teatr Dramatyczny, Legnica 1999, ISBN 83-87826-02-2
- Symetria, Biuro Literackie Port Legnica, Legnica 2002, ISBN 83-88515-22-5
- Skandynawskie lato, Biuro Literackie, Wrocław 2005, ISBN 83-88515-76-4
- Folia na wietrze. Wiersze z tomów Marlewo i Ikarus, Biuro Literackie, Wrocław 2007, ISBN 978-83-60602-11-9
- Państwo P., Biuro Literackie, Wrocław 2009, ISBN 978-83-60602-79-9[13][14]
- O rzeczach i ludziach. Wiersze zebrane 1991–2010, Biuro Literackie, Wrocław 2011, ISBN 978-83-62006-46-5
- Spóźniony owoc radiofonizacji, Biuro Literackie, Wrocław 2014, ISBN 978-83-63129-80-4
- Wysokie ogniska. Wiersze wybrane, wybór i posł. Paweł Kaczmarski, WBPiCAK, Poznań 2014, ISBN 978-83-64504-01-3
- Po domu, Biuro Literackie, Kołobrzeg 2021, ISBN 978-83-66487-53-6[15]
- Reprezentacja zwierząt, Wydawnictwo Warstwy, Wrocław 2025, ISBN 978-83-67186-83-4[16][17]

W innych językach
- Familia P., przekł. i posł. Vasile Moga, Editura Tracus Arte & Casa de Editură Max Blecher, București–Bistrița 2011, ISBN 978-606-8126-79-1
- The World Shared, przekł. i wstęp Boris Dralyuk i Piotr Florczyk, BOA Editions, Lannan Translations Selection Series, Rochester, NY 2014, ISBN 978-1-938160-34-9[18][19]

Przekłady
- W.H. Auden, W podziękowaniu za siedlisko, wybór, przekł. i posł. Dariusz Sośnicki, Biuro Literackie, Wrocław 2013, ISBN 978-83-63129-46-0[20]
- Julia Ebner, Coraz ciemniej. Ekstremiści w sieci, przekł. Adrian Zieliński [właśc. Dariusz Sośnicki], Polityka, Warszawa 2020, ISBN 978-83-64076-99-2

## Nagrody i nominacje
- Nagroda Czasu Kultury (1994) za tom Marlewo
- Wyróżnienie Jury Nagrody im. Kazimiery Iłłakowiczówny (1994) za tom Marlewo
- Nominacje do Paszportów Polityki w kategorii Literatura: 1995, 1996, 1998, 2002[21]
- Nagroda Poznańskiego Przeglądu Nowości Wydawniczych (2002) za tom Symetria
- Medal Młodej Sztuki (2003) za tom Symetria
- Nominacja do Nagrody Literackiej Gdynia w kategorii Poezja (2015) za tom Spóźniony owoc radiofonizacji[2]
- Nominacja do Wrocławskiej Nagrody Poetyckiej „Silesius” (2022) za tom Po domu[7]
- Nominacja do Nagrody Poetyckiej im. Wisławy Szymborskiej (2022) za tom Po domu[6]